# Quatuor pour piano et cordes de Strauss
Pour les articles homonymes, voir Quatuor pour piano et cordes.
Le Quatuor pour piano et cordes en ut mineur opus 13 est un quatuor pour piano, violon, alto et violoncelle de Richard Strauss, composé en 1884.

## Contexte et création
Richard Strauss compose son Quatuor pour piano et cordes en 1884, à l'occasion d'un concours organisé par le Tonkünstlerverein de Berlin. Il est créé le 6 décembre 1885 à Meiningen, avec le compositeur au piano. Il est dédié au Duc George II de Saxe-Meiningen. L'œuvre a eu un beau succès, ce qui a même surpris le compositeur, car lui-même ne pensait pas qu'il s'agissait d'« une partition plaisante et séduisante ». Cependant, on ne joue que rarement ce quatuor avec piano.

## Structure
L'œuvre comprend quatre mouvements :
1. Allegro
2. Scherzo : Presto
3. Andante
4. Finale : Vivace

La durée d'exécution est d'environ quarante minutes.

## Analyse
Le Quatuor est de dimensions imposantes, le premier mouvement, notamment, est particulièrement riche. La forme en est tout autant conventionnelle que celle de sa Symphonie no 2, qui n'est pas plus jouée maintenant.

### Allegro
L'Allegro est un hommage appuyé à Johannes Brahms. Le premier thème est donné aux cordes, dans un legato piano. Le second est dans le ton relatif de mi bémol majeur, mais est d'une teinte plus douloureuse.

### Scherzo: Presto
Le deuxième mouvement, en mi bémol majeur, est vivant et spirituel, tout autant que virtuose. L'inspiration en est de Felix Mendelssohn et donne à entendre un motif rythmique de deux croches et deux noires seulement. Le trio est essentiellement donné aux cordes, dans la tonalité de si majeur.

### Andante
L'Andante, en fa mineur, est inspiré de plusieurs compositeurs : Louis Spohr, Felix Mendelssohn ou encore Piotr Ilitch Tchaïkovski, notamment par un thème proche de celui de Roméo et Juliette.

### Finale: Vivace
Le quatrième et dernier mouvement est de forme rondo-sonate libre, avec des dynamiques, des arabesques et un renouveau des cordes.